# Paranyctimene
Paranyctimene — рід рукокрилих, родини Криланових.

## Морфологія
Морфометрія. Довжина голови й тіла: 63—93 мм, довжина хвоста: 17—21 мм, довжина передпліччя: 48—54 мм, вага: 22—33 грам.
Опис. Забарвлення сірувато-коричнева зверху і тьмяно-жовтувато-коричнювате нижче. Є зеленуватий відтінок на мембранах і хутрі навколо ніздрів. Спинна смуга відсутня. Плямами і трубчастими ніздрями схожі на представників роду Nyctimene.

## Види
- Paranyctimene
  - Paranyctimene raptor
  - Paranyctimene tenax